# Східний Тимор на зимових Олімпійських іграх 2018
Східний Тимор на зимових Олімпійських іграх 2018, які проходили з 9 по 25 лютого 2018 року в Пхьончхані (Південна Корея), була представлена 1 спортсменом в 1 виді спорту.

## Спортсмени
| Вид спорту          | Чоловіки | Жінки | Всього |
| ------------------- | -------- | ----- | ------ |
| Гірськолижний спорт | 1        | 0     | 1      |
| Всього              | 1        | 0     | 1      |